# Cuimba
Cuimba es un municipio de la provincia de Zaire en Angola. En julio de 2018 tenía una población estimada de 78 765 habitantes.
Se encuentra ubicado al noroeste del país, junto a la costa del océano Atlántico y la frontera con República Democrática del Congo.